# Charwatynia
Charwatynia (kaszb. Charwatëniô) – osada kaszubska w Polsce położona w województwie pomorskim, w powiecie wejherowskim, w gminie Luzino przy drodze krajowej nr , administracyjnie należy do wsi Kębłowo. 

## Historia
W latach 1975–1998 miejscowość administracyjnie należała do województwa gdańskiego.
13 listopada 1992 roku w wypadku samochodowym zginął tu Waldemar Malak, polski sztangista, który podczas Igrzysk Olimpijskich w Barcelonie 1992 zdobył brązowy medal w wadze ciężkiej.